# Mittelzentraler Städteverbund Göltzschtal
| Lage des Städteverbundes im Vogtlandkreis (in hellrot die Verwaltungsgemeinschaft Falkenstein)                                                               | Lage des Städteverbundes im Vogtlandkreis (in hellrot die Verwaltungsgemeinschaft Falkenstein)                       |
| --- | --- |
| Lage des MZSV Göltzschtal (in hellrot die Verwaltungsgemeinschaft Falkenstein)                                                                               | |
| Basisdaten | |
| Bundesland: | Sachsen |
| Landkreis: | Vogtlandkreis |
| Höhe: | 515 m ü. NHN |
| Fläche: | 118,01 km² |
| Einwohner: | 34.108 (31. Dez. 2023)                                                                                               |
| Bevölkerungsdichte: | 289 Einwohner je km²                                                                                                 |
| Postleitzahlen: | Rodewisch: 08228 Auerbach: 08209 Ellefeld: 08236 Falkenstein: 08223, 08239 (Ortsteile)                               |
| Kfz-Kennzeichen: | V, AE, OVL, PL, RC                                                                                                   |
| Verbundsgliederung: | 3 Städte, 1 Gemeinde mit offiziell: 9 Ortsteilen 1 Stadtteil                                                         |
| Adresse der Projektmanagerin: | Mittelzentraler Städteverbund Göltzschtal c/o Stadtverwaltung Auerbach/Vogtl. Nicolaistraße 51 08209 Auerbach/Vogtl. |
| Website: | das-goeltzschtal.de                                                                                                  |
| Sprecher und Strategieausschuss | |
| Verbundssprecher: | Jens Scharff (parteilos, OB Auerbach)                                                                                |
| \| 7 CDU \| 1 Linke \| \| 2 Unabh. Liste f. Ellefeld \| 1 FWV Auerbach/Vogtl. \| \| 2 AfD \| 1 Bürger für Falkenstein \| \| 2 parteilose Bürgermeister \| \| | |
| 7 CDU | 1 Linke |
| 2 Unabh. Liste f. Ellefeld | 1 FWV Auerbach/Vogtl.                                                                                                |
| 2 AfD | 1 Bürger für Falkenstein                                                                                             |
| 2 parteilose Bürgermeister | |

Der Mittelzentrale Städteverbund Göltzschtal (MZSV Göltzschtal) ist ein Verbund der vier Göltzschtalkommunen Rodewisch, Auerbach/Vogtl., Ellefeld und Falkenstein/Vogtl., der mit Beschluss vom 11. Dezember 1997 am Folgetag gegründet wurde.
Erklärtes Ziel des Verbundes ist es, die interkommunale Zusammenarbeit „in Fragen der kommunalen und regionalen Entwicklung und die Organisation des gegenseitigen Informationsaustausches zu stärken“ und „die Voraussetzungen zum Entstehen der Göltzschtalstadt zum frühestmöglichen Zeitpunkt zu schaffen“. Diese Zielsetzung ist in der Bürgerschaft allerdings stark umstritten und wird nur von einer Minderheit der Bürger vertreten. Auch die vier Kommunen sind sich hinsichtlich der Umsetzung des Vertragsziels uneins. Überdies spricht sich auch die Studienlage gegen Städtefusionen dieser Art aus.
Das Gebiet befindet sich im Osten des Vogtlandkreises in Südwestsachsen. Mit ca. 35.000 Einwohnern ist der Verbund nach Plauen das einwohnerreichste Gebiet im Landkreis. Der Städteverbund liegt im oberen Göltzschtal. In Ellefeld fließen die Rote Göltzsch und die Weiße Göltzsch zusammen.

## Eckdaten
| Indikator              |                | Stadt Rodewisch |                | Große Kreisstadt Auerbach |               | Gemeinde Ellefeld |               | Stadt Falkenstein | Mittelzentraler Städteverbund Göltzschtal | Vergleich: Große Kreisstadt Plauen |
| ---------------------- | -------------- | --------------- | -------------- | ------------------------- | ------------- | ----------------- | ------------- | ----------------- | ----------------------------------------- | ---------------------------------- |
| Fläche                 | 26,88 km²      | 26,88 km²       | 55,52 km²      | 55,52 km²                 | 4,55 km²      | 4,55 km²          | 31,06 km²     | 31,06 km²         | 118,01 km²                                | 102,11 km²                         |
| Einwohner (31.12.2023) | 6.396          | 6.396           | 17.562         | 17.562                    | 2.496         | 2.496             | 7.654         | 7.654             | 34.108                                    | 65.218                             |
| Einwohnerdichte        | 238 EW/km²     | 238 EW/km²      | 316 EW/km²     | 316 EW/km²                | 549 EW/km²    | 549 EW/km²        | 246 EW/km²    | 246 EW/km²        | 282 EW/km²                                | 639 EW/km²                         |
| Postleitzahl(en)       | 08228          | 08228           | 08209          | 08209                     | 08236         | 08236             | 08223 / 08239 | 08223 / 08239     | –                                         | 6 verschiedene                     |
| Schulden (31.12.2022)  | 15.775.000 EUR | 15.775.000 EUR  | 43.443.000 EUR | 43.443.000 EUR            | 2.415.000 EUR | 2.415.000 EUR     | 8.154.000 EUR | 8.154.000 EUR     | 69.787.000 EUR                            | 152.793.000 EUR                    |
| Schulden je Einwohner  | 2.470,66 EUR   | 2.470,66 EUR    | 2.432,72 EUR   | 2.432,72 EUR              | 949,80 EUR    | 949,80 EUR        | 1.041,07      | 1.041,07          | 2.026,75 EUR                              | 2.378,40 EUR                       |
| Internetadresse        | [ 6 ]          | [ 6 ]           | [ 7 ]          | [ 7 ]                     | [ 8 ]         | [ 8 ]             | [ 9 ]         | [ 9 ]             | [ 10 ]                                    | [ 11 ]                             |

Die zum Verwaltungsverband Falkenstein gehörenden Gemeinden Grünbach und Neustadt/Vogtl. gehören dem Verbund durch diesen Umstand nur indirekt an. In der Fläche, der Einwohnerzahl und der Einwohnerdichte sind sie hier nicht enthalten; auf der Internetpräsenz des Städteverbundes werden sie allerdings (teilweise) genannt. 2022 wurde ein gemeinsamer Flächennutzungsplan aller sechs Kommunen verabschiedet.
| Stadt Treuen im Vogtlandkreis                           | Stadt Lengenfeld im Vogtlandkreis und Stadt Kirchberg im Landkreis Zwickau | Gemeinde Steinberg im Vogtlandkreis    |
| Gemeinde Neuensalz und Gemeinde Bergen im Vogtlandkreis | Kompassrose, die auf Nachbargemeinden zeigt                                | Gemeinde Schönheide im Erzgebirgskreis |
| Gemeinde Neustadt im Vogtlandkreis                      | Gemeinde Grünbach im Vogtlandkreis                                         | Gemeinde Muldenhammer im Vogtlandkreis |

Stadtzentren
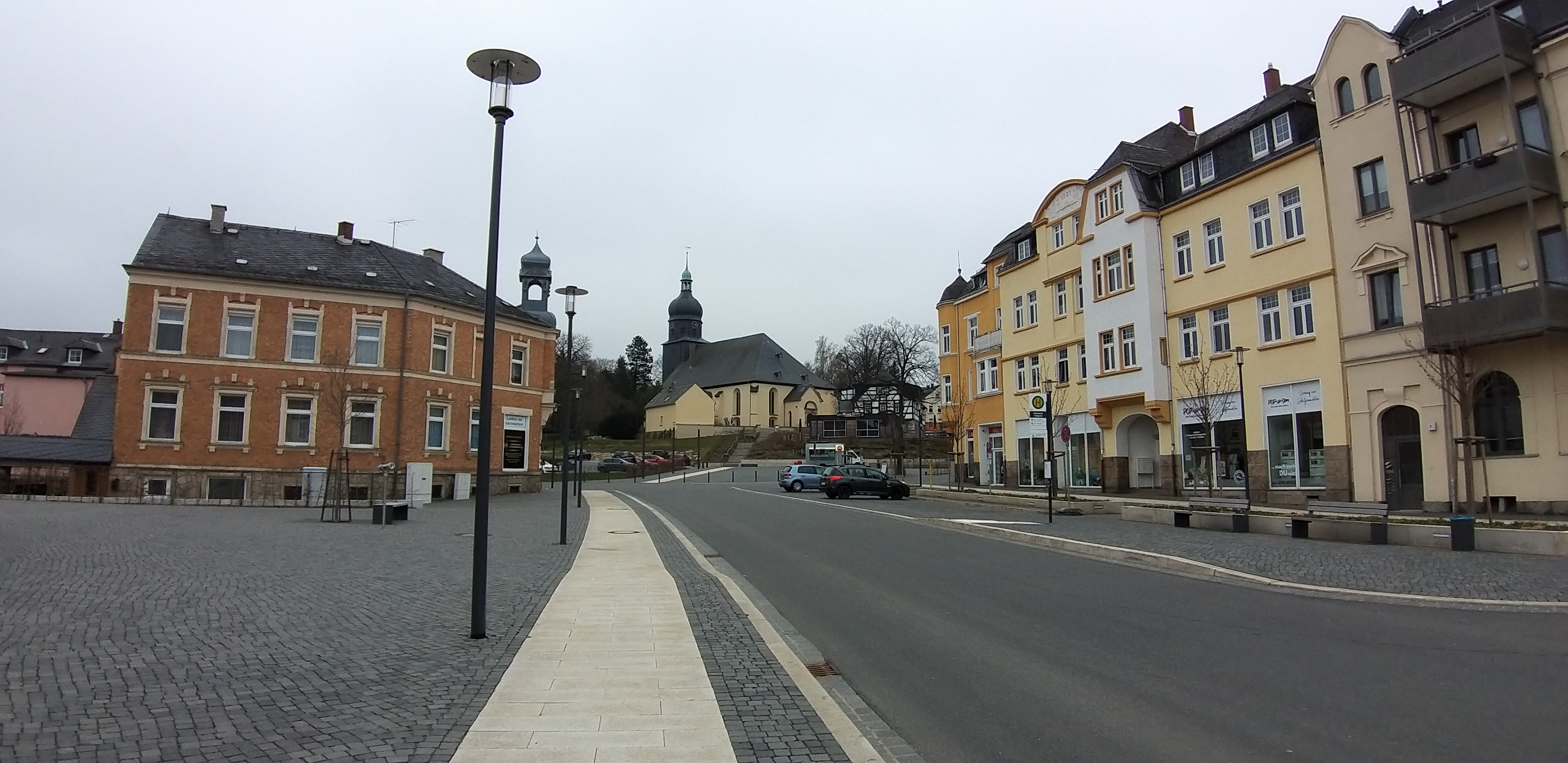
Postplatz Rodewisch
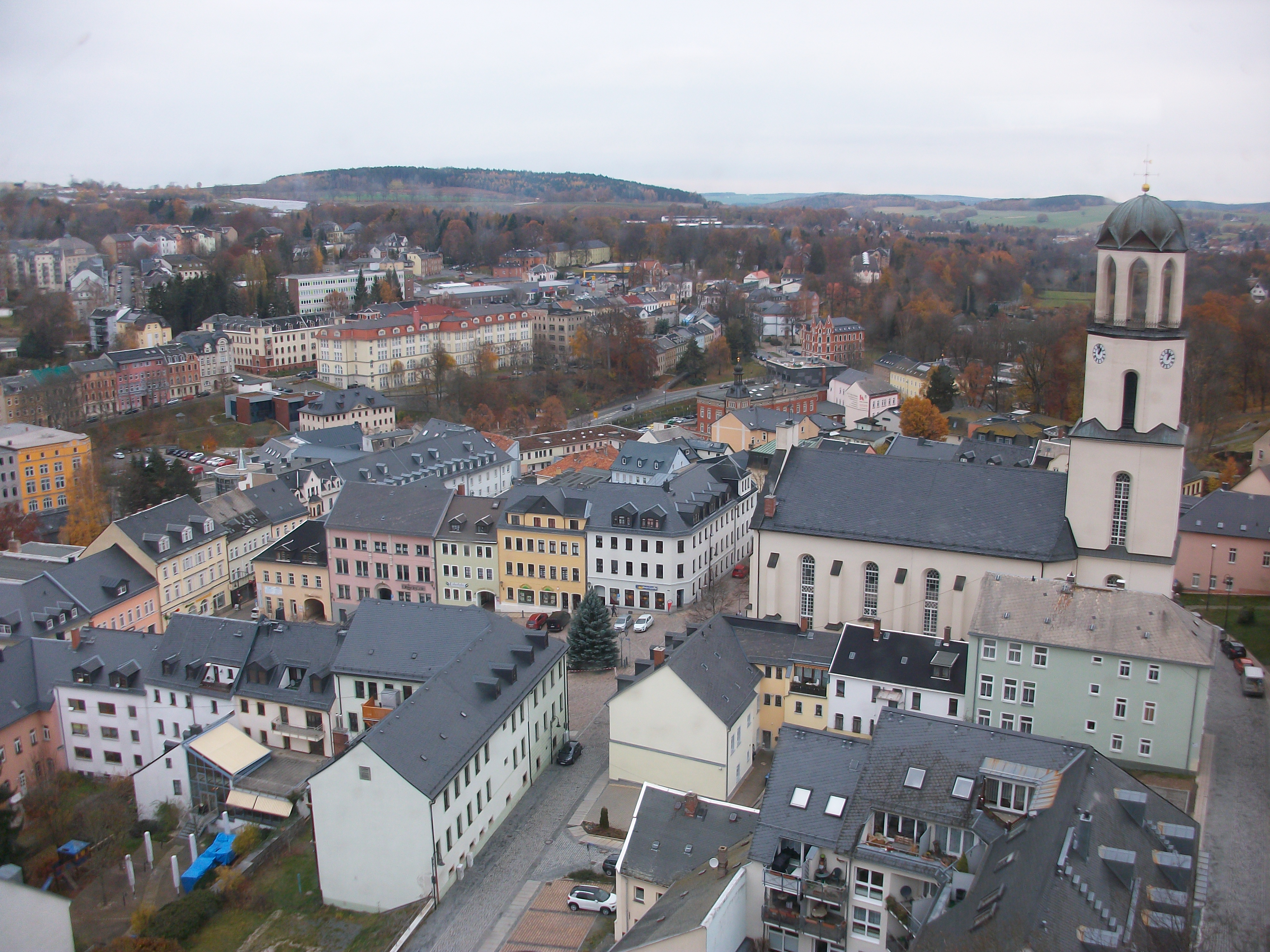
Blick von Auerbacher Schlossturm in Richtung Altmarkt
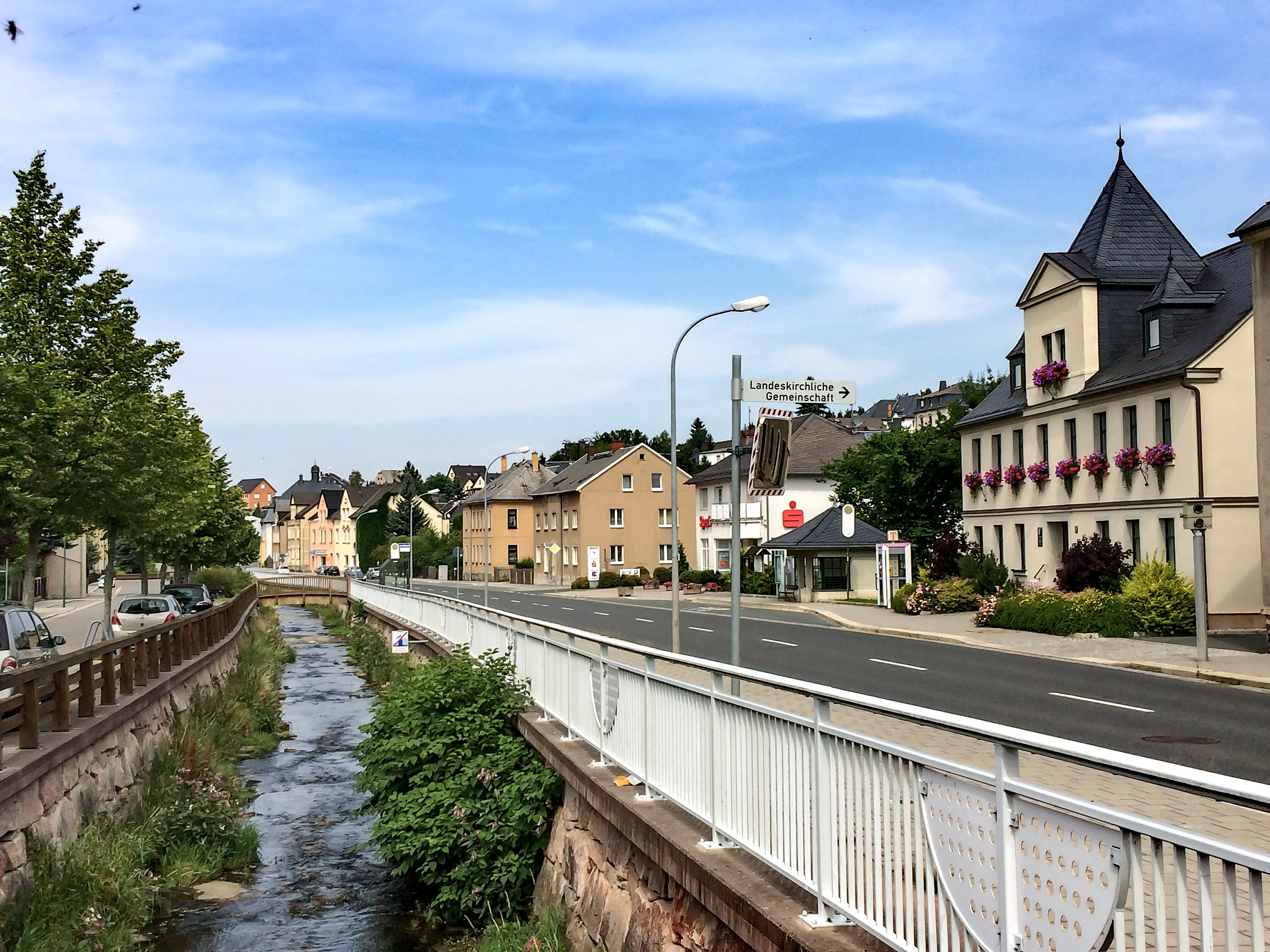
Hauptstraße in Ellefeld
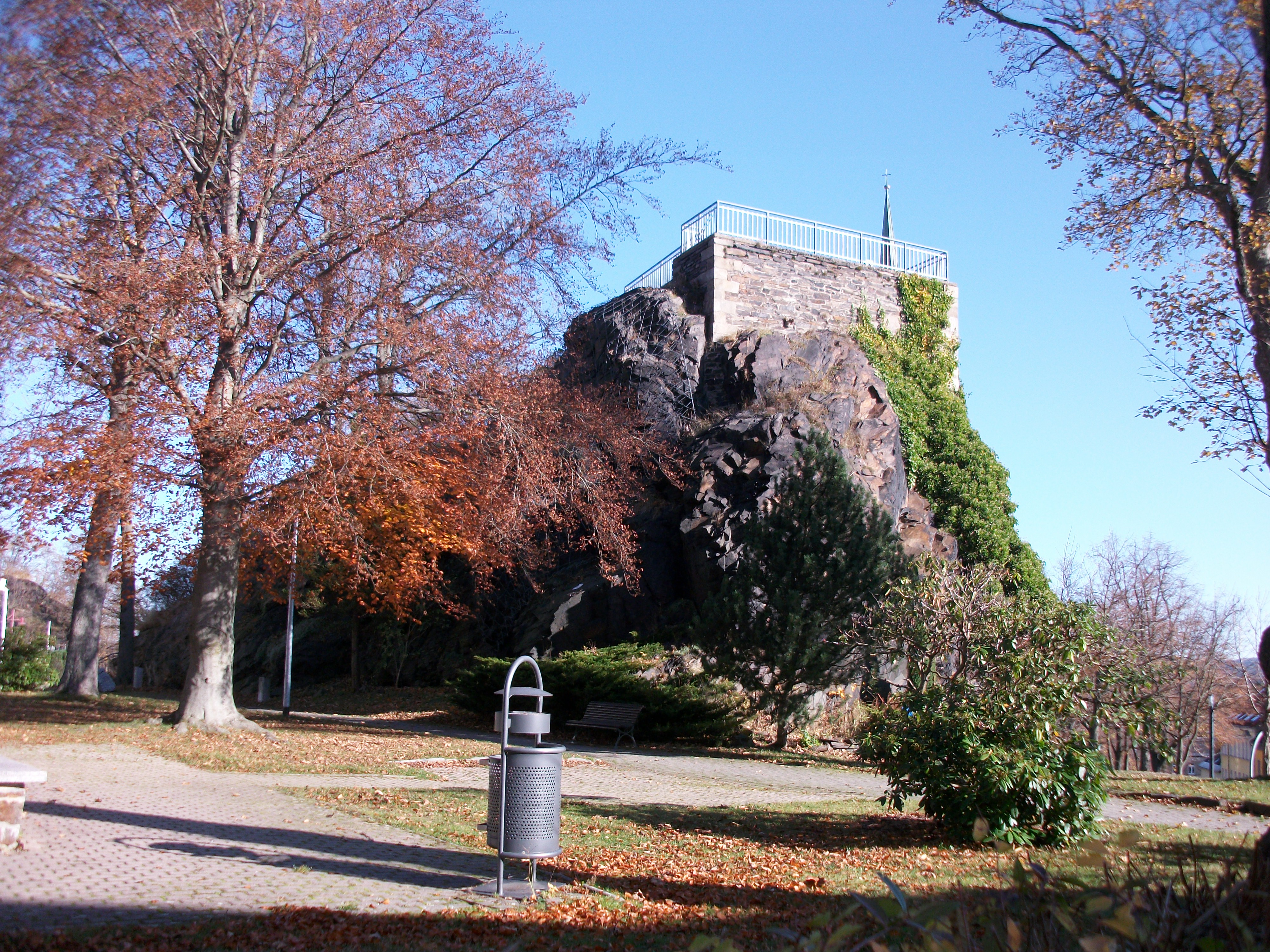
Schlossfelsen in Falkenstein

## Geschichte

### Gründung
Mit dem „Vertrag über Zusammenarbeit im Mittelzentralen Städteverbund Göltzschtal“, der am 11. Dezember 1997 von den damals amtierenden Bürgermeistern unterzeichnet wurde, wurde der Verbund gegründet. Unter dem in der Präambel des Vertrages genannten Leitsatzes „Planen und handeln, als ob Gemeindegrenzen nicht vorhanden wären“, sollte die „Stadtplanung und Stadtentwicklung, die Wirtschafts- und Tourismusförderung sowie die gemeinsame Nutzung technischer und personeller Potenziale insbesondere im Bereich der Unterhaltung und Instandsetzung von Straßen“ der Kommunen vorangetrieben werden. Die Gründung folgte den Vorgaben des Landesentwicklungsplanes des Freistaates Sachsen, der schon am 16. August 1994 eine Zusammenarbeit festlegte. Der Freistaates Sachsen forcierte zur damaligen Zeit den Zusammenschluss kleinerer Kommunen zu größeren Verwaltungseinheiten. Eine Gründung bot sich laut den Autoren des Vertrags allerdings auch aufgrund der gemeinsamen gewachsenen Strukturen im Göltzschtal und der naturräumlichen Lage im oberen Göltzschtal an.
Zweck des Verbundes ist der gegenseitige Informationsaustausch sowie interkommunale Abstimmung und Entwicklung. Viel zitiert und oftmals kritisiert wurde und wird bis heute Paragraph 1 Absatz 3 des Vertrags, der die Gründung einer gemeinsamen Stadt anvisiert (siehe dazu: Fusionsbemühungen).
Am 7. Juli 2020 wurde der Vertrag aufgrund einer Änderung im Punkt 6 „Finanzierung der Aufgaben des Städteverbundes“ neu unterzeichnet. Alle anderen Punkte des Vertrages wurden dabei nicht diskutiert und nicht geändert.

### Weitere Entwicklung und heutige Zielsetzung
Seit dem 30. April 2019 gibt es ein 147-seitiges „Regionales Entwicklungskonzept“. In ihm werden bestehende Strukturen aufgezählt und Ansatzpunkte für weitere Entwicklungszusammenarbeit aufgezeigt. Als Leitbausteine werden die
- Belebung der Innenstädte,
- Wirtschaftsförderung,
- Erneuerung der Infrastruktur,
- generationenübergreifendes Handeln,
- die Steigerung des Lebenswertes und
- verstärkte Zusammenarbeit

genannt.
Klimaschutz und der nicht-motorisierte Verkehr sollen gefördert, Identität geschärft werden. Der kommunale Verbund nutzt die geschlechtergerechte Sprache, weil die Stadt Rodewisch, deren Bürgermeisterin derzeit die Sprecherin des Verbundes ist, diese Form bevorzugt. Einen gemeinsame Positionierung dazu durch Strategieausschuss oder Bürgermeister ist nicht bekannt.
Weiterhin werden die Sanierung von Altstadtbeständen, das Füllen entstandener Lücken der Zentren, die Senkung der Leerstandsquote, die Entwicklung von Gewerbestandorten, die Digitalisierung oder die Stärkung von Sport- und Freizeitangeboten genannt.
Die Mittelzentrale Städteverbund Göltzschtal wurde als eine von 40 Kommunen vom Bundesministerium für Familie, Senioren, Frauen und Jugend für das Modellprojekt „Zukunftswerkstatt Kommunen – Attraktiv im Wandel (ZWK)“ ausgewählt, das bis 2024[veraltet] „mit Unterstützung von Moderatoren die Selbstorganisation und Handlungskompetenz der Teilnehmenden in Bezug auf den demografischen Wandel fördert“. Dabei wurde ein Kommunalprofil erstellt.
| Vergleichsindikator | 2011   | 2020   | Trend | Trend | Fundort |
| ------------------- | ------ | ------ | ----- | ----- | ------- |
| Einwohnerzahl       | 37.542 | 34.826 | −2716 | ↘     | [ 20 ]  |
| Pendlersaldo        | −1397  | −819   | +578  | ↗     | [ 21 ]  |
| Kaufkraft (in Euro) | 15.883 | 19.781 | +3898 | ↗     | [ 21 ]  |
| Arbeitslosenzahl    | 1838   | 912    | −926  | ↗     | [ 22 ]  |

Besonders sank die Zahl der erwerbsfähigen Einwohner, und die Anzahl an über 75-Jährigen stieg. In diesem Zeitraum war der Gesamtsaldo der Einwohnerentwicklung in jedem Jahr negativ. Das trifft auch für die natürliche Entwicklung (Verhältnis Natalität zu Mortalität), nicht jedoch für den Wanderungssaldo zu. Dieser war in den Jahren 2015 bis 2017 und 2019–2020 positiv. Der Bildungszustand wird in diesem Profil als zufriedenstellend bezeichnet. Der Anteil der Ausländer an der Arbeitslosenquote stieg an. Fast jeder zehnte Arbeitslose war Ausländer.
Die Kommunen arbeiten auch bei Freizeitprojekten zusammen, wenn es dafür Fördermittel gibt. So wurden 2021 in den vier Orten „Verweilinseln“ geschaffen, an denen je eine interaktive Stele montiert ist. Auch finden Projekte wie der „Göltzschsommer“ oder die „Göltzschsommersprossen“ statt.
Das 25-jährige Jubiläum sollte 2022 mit einem Göltzschtal-Ball und gemeinsamen Veranstaltungen begangen werden. Dabei wurde der Göltzschball sehr kurzfristig und unter Angabe eines offiziellen, aber zweifelhaften Grundes abgesagt. Einladungen an mehrere hundert auserwählte Empfänger waren schon verschickt. Es wird vermutet, dass fehlendes Interesse an der Veranstaltung der wirkliche Absagegrund ist.
Zudem wurde ein „Göltzschtal-Bierdeckel“ bei verschiedenen Veranstaltungen ausgelegt, auf den Bürger Anregungen und Kritik anbringen können.
Es wurde eine Studie über eine gemeinsame Feuerwehr in Auftrag gegeben.
Eine bereits durchgeführte Studie zur Zusammenlegung alle Kultureinrichtung widerlegt das erhoffte Einsparungspotenzial und zeigt die Schwierigkeiten auf. Die geplante „Göltzschtal-Kultur-Verwaltung“ musste im Sommer 2022 verworfen werden. Die Studie ist nichtöffentlich. Information erfolgte durch die lokale Presse.

## Fusionsbemühungen

### Vor dem Städteverbund (1913/1924)
1913 wollte Ellefeld mit Falkenstein oder Auerbach zusammengehen. 1924 wollten beide Städte Ellefeld eingemeinden, die Gemeinde lehnte dann aber ab.

### Erster Vorstoß (2000–2003)
Im Januar lehnte der Rodewischer Stadtrat eine Fusion noch ab. Im Februar wurde diese Entscheidung revidiert und man bewilligte einen „freiwilligen Zusammenschluß [zur] Einheitsstadt“. Ein Anreiz war die scheinbar gute Finanzlage Auerbachs, die, wie sich später herausstellen sollte, auch prekär war. Falkenstein und Ellefeld standen dem damals ablehnend gegenüber, so dass im Frühjahr nurmehr eine Fusion von Rodewisch und Auerbach im Raum stand, die noch vor der Sommerpause 2002 auf den Weg gebracht werden sollte. Eine Abstimmung im Fusionsgebiet wurde jedoch zunächst auf 2003 verschoben und dann nie durchgeführt. 2004 befand Johannes Graupner, damaliger Bürgermeister Auerbachs, dass der Anlauf für eine Fusion gescheitert wäre. In einer Unterschriftensammlung wandten sich viele Rodewischer Bürger gegen die Bildung einer „Kleinen Göltzschtalstadt“.

### Zweiter Vorstoß (2010)
Der Vorstoß kam 2010 von Falkensteins Bürgermeister Arndt Rauchalles. Die Fusion sollte bis 2012 stattfinden, denn bis zu diesem Jahr gab es eine staatliche Prämie für Zusammenschlüsse. Der Vorstoß verlief ergebnislos. Auch Auerbachs Stadtoberhaupt war bei dieser Idee involviert.

### Dritter Vorstoß (2021/2022)

#### Öffentliche Aussagen aus Rodewisch und Auerbach
Ende 2021 und Anfang 2022 kam die Fusion erneut auf den Tisch. In einem Interview mit der Freien Presse äußerte die derzeitige Sprecherin des Städteverbundes, Kerstin Schöniger, es werde jährlich auf eine Million Euro verzichtet. Zudem gab sie in Bezug auf ihre eigene Stadt bekannt: „Rodewisch wird zum Dorf.“ Sie wolle nach 25 Jahren der Zusammenarbeit nicht weiter „Konzeptarbeit“ betreiben, sondern „Doppelstrukturen“ abschaffen. In einem Interview anlässlich der Oberbürgermeisterwahl in Auerbach im Juni 2022 äußerte sich der (dann nicht wiedergewählte) Amtsinhaber Manfred Deckert im Januar 2022 zu einer Fusion. Er sehe mittelfristig eine Notwendigkeit dazu. Es wurden folgende Argumente für einen Zusammenschluss genannt:
- sinkende Einnahmen in Folge „drastisch sinkender Einwohnerzahlen“,
- komplexer werdende Verwaltungsaufgaben,
- schwierigere Akquise von Verwaltungspersonal

Zwischen Rodewisch und Auerbach wurden indes die Verbindungen schon vertieft. Das betrifft:
- die Übernahme der Rodewischer Stadtbibliothek durch Auerbach ab 2022. Auf Basis einer Zweckvereinbarung übernimmt Auerbach die Aufgaben und Rodewisch bezahlt dafür.
- gemeinsame Lohnbuchhaltung.[33] von Auerbach und Rodewisch. Sie wird ab 2023 eingeführt.[34] Dabei dient die Stadtverwaltung Auerbach der Stadtverwaltung Rodewisch im Sinne eines externen Dienstleisters. Kosten können dabei nicht eingespart werden, weil Rodewisch weiterhin Personal (wie bisher) vorhalten und die Personalhoheit als Stadt selbst ausüben muss. Erstes ist Bedingung in der Zweckvereinbarung und letzteres schreibt die Sächsische Gemeindeordnung vor.

Der Vorstoß widerspricht der Zielvorstellung des durch Schöniger mitsondierten sächsischen Koalitionsvertrag von 2019, in dem es heißt:

„Wir setzen auf eine starke kommunale Zusammenarbeit statt auf weitere Gebietsreformen. Dafür evaluieren wir die bisherigen Formen der interkommunalen Zusammenarbeit und werden deren Ausweitung, insbesondere im Bereich der gemeinsamen Planung, prüfen. Wir etablieren eine Beratungsstruktur für kommunale Zusammenarbeit, die Kommunen mit rechtlicher Expertise unterstützen und begleiten soll.

Für freiwillige Eingemeindungen soll in Zukunft die Durchführung eines Bürgerentscheides obligatorisch sein.“

#### Reaktionen aus Ellefeld und Falkenstein
Der Ellefelder Bürgermeister Jörg Kerber gab Ende 2021 bekannt, die Zusammenarbeit ernsthaft hinterfragen zu müssen, wenn hinter jedem Projekt ausschließlich und vordergründig der Fusionsgedanke stehe. Die Freie Presse nannte die Aussage eine „Drohung, den Vertrag platzen zu lassen und aus dem Städteverbund auszutreten“.
Der Bürgermeister und der Gemeinderat der Gemeinde Ellefeld verwiesen im Januar auf eine Studie von Sebastian Blesse (ZEW Mannheim) und Felix Rösel (Ifo Institut, Dresden), nach der bei Städtefusionen „nur in wenigen Fällen tatsächlich belegt werden kann, dass die angestrebten Effizienz- und Einsparungspotenziale gehoben werden konnten“, und stützten damit ihre Position: „Zusammenarbeit ja – Fusion nein“.
Es gebe kaum einen nachvollziehbaren rechnerischen Ansatz, um dies belegen zu können, und wenn es überhaupt irgendwie möglich sei, brauche es Jahre bis zu einem aussagekräftigen Ergebnis. Als Argumente gegen eine Fusion wurden folgende Argumente aus der wissenschaftlichen Studie aufgeführt:
- das jährlich zur Verfügung stehende Geld (Haushaltsvolumen) entwickelt sich bekanntlich proportional zur Einwohnerzahl. Das heißt, sinkende Einwohnerzahlen bringen weiterhin ein sinkendes Haushaltsvolumen, so dass man mit der Zeit wieder an einen finanziellen Engpass kommen könnte.
- kurzfristigen Umstellungs- und Übergangskosten sowie Ballungs- und Transaktionskosten könnten die erhofften Einsparungen und Synergieeffekte aufbrauchen
- das Lohnniveau in den Verwaltungen steigt, u. a. durch die Aufwertung des Bürgermeisterpostens. Auch die Bezüge der amtsabgebenden Bürgermeister müssen bis zum Ende der ursprünglichen Wahlperiode in gleicher Höhe weiterbezahlt werden. Außerdem sind den amtsabgebenden Bürgermeistern neue angemessene Arbeitsfelder zu überlassen, die auch nach Ablauf der ursprünglichen Wahlperiode ausgeführt werden können. Eine Kostenersparnis ist zeitnah nicht möglich.
- alle Beschäftigten in der öffentlichen Verwaltung haben Übernahme- und Jobgarantien, die weiter finanziert werden müssen. Auch hier ist zeitnah keine Kostenersparnis zu erzielen.
- weiter sinkende Wahlbeteiligung (Wahlbeteiligungen der Kommunalwahl 2019: Rodewisch 42,5 %; Auerbach 57,0 %; Ellefeld 64,7 %; Falkenstein 55,8 %),
- sinkendes ehrenamtliches Engagement,
- Ungleichheiten in der wirtschaftlichen Entwicklung (zu Gunsten der Stadt, die als Verwaltungssitz agieren wird),
- fehlende Bürgernähe.

Um dem demographischen Wandel entgegenzuwirken, kann die Abgabe der kommunalen Selbstständigkeit nicht das erste Mittel sein. Das Positionspapier des Gemeinderates wurde im Amtsblatt abgedruckt. Auch Mitarbeiter der Ellefelder Gemeindeverwaltung bezogen auf den privaten Facebookseiten Position gegen eine Fusion und für ehrliche Kommunikation gegenüber den Bürgern. Das Argument, die Gemeinden hätten sich 1997 und 2020 darauf verständigt, eine Einheitsstadt zu gründen, ließ man in den Hintergrund treten. Denn 1997 sei der Verbund nur gegründet worden, um der sächsischen Politik entgegenzuwirken, die kleinere Kommunen zusammenlegen wollte. Damals wollte man allerdings eigenständig bleiben. Der entsprechende Punkt 1 Abs. 3 (siehe oben) sei nur eingefügt worden, um im Falle des Falles eine bereits bestehende Zusammenarbeit mit dem Ziel einer Fusion vorweisen zu können. Im Positionspapier steht dazu:

„Wir wurden gewählt, um das Wohl der Einwohner der Gemeinde Ellefeld zu vertreten, soweit das im Rahmen der Gesetze und der Bestimmungen zur kommunalen Selbstverwaltung möglich ist. Im Vordergrund steht dabei, dass wir eigene Entscheidungen in Vertretung der Einwohner treffen können […]
[…] und sind jederzeit für situative oder punktuelle Zusammenarbeit über die Ortsgrenzen hinaus bereit und unterstützen jede Art der selbstbestimmten Zusammenarbeit, u. a. im Mittelzentralen Städteverbund Göltzschtal.“

Zwischenzeitlich hat sich auch der Freistaat Sachsen deutlich anders als 1997 positioniert und stärkte im Frühjahr 2022 mit neuer Gesetzgebung die kommunale Selbstverwaltung und die Bürgerbeteiligung bei Entscheidungen über Städtefusionen. Auch deshalb sei die „Vorbereitung Göltzschtalstadt“ aufgrund eines 25 Jahre alten Vertrages zu hinterfragen und die Bürger an dieser Entscheidung zu beteiligen.
Falkenstein hielt sich aus dem öffentlich ausgetragenen Streit zunächst heraus, stellte aber im Februar 2022 öffentlich klar, dass keine Göltzschtalstadt angestrebt werde. Vielmehr beruft sich der Falkensteiner Bürgermeister und der Stadtrat Falkensteins auf des bestehende regionale Entwicklungskonzept des MZSV aus dem Jahr 2019, wo es heißt: „Der Fokus liegt auf interkommunaler Zusammenarbeit, ein Zusammenschluss steht nicht im Vordergrund“. Ein entsprechendes Positionspapier fand Zustimmung bei allen Fraktionen des Stadtrates. Im Positionspapier heißt es:

„Kurzfristig bzw. zeitnah sehen Bürgermeister und Stadtrat der Stadt Falkenstein vorerst keinen Handlungsbedarf in diese Richtung. Wir favorisieren daher die interkommunale Zusammenarbeit im Städteverbund vorerst als die prioritär zu verfolgende Variante. Das ermöglicht so wie bisher die Nutzung von Größenvorteilen und schont gleichzeitig die kommunale Identität. Das ist übrigens auch die Kernaussage des von allen Gremien im Göltzschtal beschlossenen regionalen Entwicklungskonzeptes (REK), in dem es heißt: ‚Es besteht der gemeinsame Wille, die interkommunale Zusammenarbeit weiter zu intensivieren. Eine Fusion zur Göltzschtalstadt steht derzeit nicht im Vordergrund.‘“

#### Weitere Entwicklung
Auerbachs Bürgermeister Manfred Deckert (seit 2022 a. D.) hat eine Fusion von Auerbach mit Rodewisch als Vorstufe nicht ausgeschlossen. Für die Jahre 2024–2026 wolle man das Projekt einer gemeinsamen Stadt weiter debattieren. Ellefeld und Falkenstein sollten bei den zu vertiefenden interkommunalen Zusammenarbeit bis dahin aber nicht außen vor gelassen werden.
Im Zuge eines wegen der Oberbürgermeisterwahl in Auerbach im am 12. Juni 2022 abgehaltenen Freie Presse-Leserforums, wurden alle drei Kandidaten zum Thema „Göltzschstadt“ befragt. Alle drei sind sich einig, dass Kräfte zu bündeln gut ist.
Der, dann nicht wiedergewählte, Oberbürgermeister Manfred Deckert stand im Wahlkampf zu seiner Ansicht, dass eine gemeinsame Stadt nötig werde. Deckerts Gegenkandidat Jens Scharff sah zwingend einen Bürgerentscheid als nötig an und sieht auch andere Möglichkeiten der Zusammenarbeit jenseits einer Fusion. Der dritte Kandidat, Stefan Reißmann, glaubt, dass eine derzeitige Bürgerbefragung eine Städtefusion scheitern würde. Er setzt ebenfalls auf Bürgerabstimmung.
Zur Oberbürgermeisterwahl am 12. Juni 2022 scheiterte Manfred Deckert mit nur 34,3 % bereits im ersten Wahlgang und mit einer für Auerbacher Bürgermeisterwahlen außergewöhnlichen hohen Wahlbeteiligung von mehr als 50 %. Sein Herausforderer Reißmann erhielt 9,6 % und Scharff 56,1 % der Stimmen. Eine weitere Diskussion über Städtefusionen ohne Bürgerbeteiligung scheint damit vorerst vom Tisch zu sein.
Dennoch sprach Schöniger im Juli in einem Bericht des MDR im Zuge der Neuordnung der Wahlkreise erneut vom Vorhaben eine Göltzschtalstadt zu gründen:

„Das würde uns wieder für die Zukunft einige Chancen verbauen, uns nach Außen gemeinschaftlich darzustellen und auch Projekte gemeinsam durchzuführen, um dann vielleicht irgendwann mal zu einer Fusion zu kommen.“

Im Bericht des MDR wird durch Schöniger der Eindruck vermittelt, es wäre Konsens im Göltzschtal das Vorhaben der Gründung einer Gemeinschaftsstadt zu realisieren, was nicht der Fall ist.
Auerbach, Falkenstein und Ellefeld liegen im Wahlkreis Vogtland 3 und Rodewisch im Wahlkreis Vogtland 4. Beide Wahlkreise sind CDU- geführt. Rodewisch und Falkenstein haben CDU-Bürgermeister, Auerbach und Ellefeld haben parteilose Bürgermeister. Die Reform plant derzeit eine Vergrößerung der jeweiligen Wahlkreise, beinhaltet aber weiterhin zwischen Auerbach und Rodewisch eine Wahlkreisgrenze. Bei einem gemeinsamen Wahlkreis würde die Vertretung im Landtag auch bei nur einem Landtagsabgeordneten liegen. Die Hoffnungen von Rodewisch werden vom derzeitigen MdL Sören Voigt (Wahlkreis Vogtland 3) in öffentlichen Äußerungen gestützt.
Kurz nach der OB-Wahl in Auerbach, am 22. Juni 2022 wurde das Ergebnis eines bereits erfolgten und ausgewerteten „Gutachten[s] zur Prüfung der Wirtschaftlichkeit einer Kultur- und Freizeitgesellschaft im MZSV“ bekannt. Berater sprachen sich darin gegen die Bildung einer solchen Gesellschaft aus, da die verschiedenen Konstrukte (Bibliotheken, Museen, Sternwarte, Tierpark, Bäder) nur schwer zusammenzuführen und dadurch keine Kostenersparnisse zu erzielen seien. Stattdessen sollten weiter kleinere Projekte verwirklicht werden.
Im Rahmen der bisherigen Zusammenarbeit und nach einem Wahlkampfvorstoß durch Jens Scharff trafen sich die Gemeindeoberhäupter des MZSV sowie Treuens und Lengenfelds um Möglichkeiten der Entwicklung von Göltzschtalstadtwerken auszuloten. Gemeinsam sprachen sie sich für die Nutzung von Solarenergie aus. Scharff wandte sich gegen Windkraftanlagen in der Region. Schöniger sprach von Geothermie und Biogasanlagen. Anfang 2023 soll es ein weiteres Treffen geben. Nach fünfjähriger Erarbeitung wurde 2022 ein gemeinsamer Flächennutzungsplan der Mitgliedsgemeinden sowie Grünbach und Neustadt fertiggestellt.
Schöniger möchte ihre Ziele auf dem Weg einer „Fusion der kleinen Schritte“ verwirklichen, wie sie im Oktober 2022 sagte. Auf diesem Wege soll es erst zu einer Zusammenarbeit mittels verschiedener Zweckvereinbarungen kommen und später im letzten Schritt zu einer Fusion, die wegen Bestimmungen der Sächsischen Gemeindeordnung zwangsläufig einen Bürgerentscheid erfordert. Der Bürgerentscheid käme dann erst beim allerletzten Schritt zum Tragen. Ab diesem Zeitpunkt müsste dann auch offiziell von Städtefusion oder Gebietsveränderung gesprochen werden.

### Haltung der Kommunen zu einer Fusion

#### Rodewisch
Rodewisch stimmte den Fusionsbemühungen 2002 nur zögerlich, und 2010 gar nicht zu. 2021/2022 ging die Initiative von Rodewischs Bürgermeisterin aus. Rodewisch ist nicht wie Falkenstein durch die Gemeinde Ellefeld von Auerbach getrennt, sondern grenzt direkt an Auerbach. Der Stadtrat äußerte sich 2022 nicht zum Vorstoß der Bürgermeisterin. In der Bevölkerung bestehen allerdings teils massive Vorbehalte, besonders gegen einen Zusammenschluss nur mit Auerbach als Vorstufe. In der Vergangenheit habe Auerbach immer auch besonders gegen Rodewisch gearbeitet. Dabei wird beispielhaft das Waldbad Brunn ins Feld geführt, das lieber im Wald errichtet wurde als zwischen den Städten in der Nähe der touristisch attraktiven Rodewischer Schlossinsel, bei der sich früher das Freibad Rodewischs befand. Zudem befinden sich in Rodewisch zwei Krankenhäuser und die Baufirma VSTR AG Rodewisch, die große Arbeitgeber sind. Der Vorsitzende des Rodewischer Gewerbevereins, Holger Liebold, widersprach der Bürgermeisterin und sprach sich gegen eine Einheitsstadt aus, da jede Kommune ihre Eigenheiten und Besonderheiten hätte.
Durch die besondere Nähe zu Auerbach bestehe die Gefahr, dass Rodewisch zur reinen Wohn-Vorstadt der Kernstadt werde und effektiv nur die Krankenhäuser und Schulen an die Kernstadt Auerbach abgebe.
In einer Unterschriftensammlung wandten sich beim ersten Anlauf zu einer Fusion viele Rodewischer gegen eine Fusion.
Aktuell gibt es - im Gegensatz zu Ellefeld und Falkenstein- keine öffentliche Stellungnahme des Rodewischer Stadtrates zu den Fusionsbemühungen aus der Rodewischer Verwaltung.

#### Auerbach
Auerbach als die, auch durch zahlreiche Eingemeindungen, mit Abstand größte Stadt im Göltzschtal, zeigte sich bei jedem der drei letzten Vorstöße aufgeschlossen. Als Kernstadt einer vereinigten Stadt hätte Auerbach wohl auch die meisten Vorteile, zumal bereits heute die besten Einkaufsmöglichkeiten in Auerbach bestehen. Auch die Innenstadt ist die belebteste.
Aktuell gibt es – im Gegensatz zu Ellefeld und Falkenstein – keine öffentliche Stellungnahme des Auerbacher Stadtrates zu den Fusionsbemühungen aus der Auerbacher Verwaltung.

#### Ellefeld
Ellefeld ist seit 1997 immer gegen eine Fusion gewesen. Die Eigenständigkeit der Gemeinde soll auch zukünftig erhalten bleiben. Ellefeld sah auch im Jahr 2022 keine wesentlichen Vorteile in einer Fusion der Kommunen und hinterfragte die Zusammenarbeit öffentlich, weil der ehrliche und offene Umgang miteinander nicht mehr spürbar war. Die Zusammenarbeit solle in erster Linie „sinnvolle Früchte tragen“, die beim Bürger ankommen und nicht ausschließlich und vordergründig aus Fusionsbemühungen bestehen. Über den öffentlichen Vorstoß aus Auerbach und Rodewisch, den man aus der Zeitung erfuhr, zeigte man sich überrascht und menschlich auch „traurig und nachdenklich“.
Im Jahr 2022 positionierte sich Bürgermeister Jörg Kerber mit dem Ellefelder Gemeinderat gegen das Vorantreiben einer Städtefusion.

#### Falkenstein
Während die Stadtoffiziellen 2010 eine Fusion mit vorantrieben, hielt sich die Stadt sowohl 2002 als auch 2021/2022 zurück. Ähnlich der Gemeinde Ellefeld sieht man derzeit keinen Bedarf für eine Fusion; sollte dieser einmal entstehen, könne man später darüber nachdenken. Ein entsprechendes Positionspapier wurde vom Falkensteiner Bürgermeister Marco Siegemund sowie den Fraktionsvorsitzenden des Stadtrats (CDU, BfF (Bürger für Falkenstein), Linke, FDP) unterzeichnet. Eine gemeinsame Stadt stehe nicht im Vordergrund; eine verstärkte Zusammenarbeit im MZSV schon. Sollte es zu einer Fusion kommen, wäre dazu ein klares Bürgervotum erforderlich. Falkenstein würde wie Rodewisch für Investoren an Attraktivität verlieren, denn diese würden lieber in der Kernstadt Auerbach investieren. Somit ist eine Fusion nur mit Zustimmung der Bürgerschaft möglich. Es gibt Beispiele in der deutschen Geschichte, in der Städtefusionen nach Bürgerprotesten wieder gelöst wurden (Lahn).
Falkenstein wäre bei einer Fusion die einzige Stadt, die südlich der Kernstadt läge.
Im Jahr 2022 positionierte sich Bürgermeister Marco Siegemund mit dem Stadtrat gegen das Vorantreiben einer Städtefusion.

### Mögliche Vorstufe
Als Vorstufe zu einer Göltzschtalstadt gilt in Rodewisch und Auerbach ein Fusion dieser Städte, wie er bereits 2002 und 2022 im Gespräch war. Ellefeld und Falkenstein sperrten sich damals wie heute gegen eine Göltzschtalstadt. Zuletzt wurde die Zusammenarbeit zwischen den Städten Auerbach und Rodewisch schon verstärkt. Aus Rodewischer Sicht spricht das einwohner- wie flächenmäßig noch eklatantere Missverhältnis der Städte zueinander gegen einen Zusammenschluss; Abbau der Doppelstrukturen durch Aufgabe der kommunalen Selbstverwaltung dafür (siehe dazu: Dritter Vorstoß und Haltung der Kommunen zu einer Fusion).
Eine entsprechende Fusion ist unter dem Begriff „Kleine Göltzschtalstadt“ bekannt.

### Praktische Umsetzungsprobleme
Neben dem fehlenden politischen Willen gibt es auch praktische Umsetzungsprobleme bei einer etwaigen Fusion Dazu zählen beispielsweise:
- die etwaige Umbenennung von Straßen (Beispiele: Bachstraße (Rodewisch, Auerbach), Jahnstraße (Rodewisch, Auerbach), Schloßstraße (Rodewisch, Auerbach, Falkenstein), Lutherstraße (Rodewisch, Auerbach, Ellefeld, Falkenstein), Goethestraße (Rodewisch, Auerbach, Falkenstein), Schillerstraße (Rodewisch, Auerbach, Ellefeld, Falkenstein), Mozartstraße (Rodewisch, Auerbach, Ellefeld, Falkenstein), Robert-Schumann-Straße (Auerbach, Ellefeld), Auerbacher Straße (Rodewisch, Falkenstein), Bahnhofstraße (Rodewisch, Auerbach, Ellefeld, Falkenstein), Schulstraße (Rodewisch, Auerbach, Ellefeld, Falkenstein OT Trieb));
- die etwaige Umbenennung von Instanzen (Beispiele: Johann-Heinrich-Pestalozzi-Gymnasium Rodewisch; Wilhelm-Adolph-von-Trützschler-Oberschule Falkenstein; Sächsisches Krankenhaus Rodewisch, Zentrum für Psychiatrie, Psychotherapie, Psychosomatik und Neurologie);
- der Stadtname: Während derzeit die Form der „Göltzschtalstadt“ am häufigsten genannt wird (und so in der Vereinbarung steht), ist diese Form recht lang. Alternativ wurden „Göltzschtal“ oder einfach „Göltzsch“ vorgeschlagen.

## Organe
Die Organe des Städteverbundes sind in Punkt 3 des Vertrages aufgeführt.

### Sprecher
Es wird für fünf Jahre ein Sprecher des Verbundes bestimmt. Der Sprecher vertritt den Verbund nach außen. Rodewischs Bürgermeisterin Kerstin Schöniger war seit 2015 Sprecherin, trat jedoch Juni 2023 aus beruflichen und persönlichen Gründen zurück. Der Auerbacher Oberbürgermeister Jens Scharff wurde als einziger Kandidat vom Strategieausschuss einstimmig zum neuen Sprecher gewählt und übernahm das Amt zum 1. Oktober 2023.

### Ständiger Arbeitskreis
Der Arbeitskreis hält den Informationsaustausch aufrecht und stellt Organisation und Umsetzung sicher. Der Ausschuss tagt mindestens sechs Mal im Jahr. Es können Unterausschüsse eingerichtet werden.

### Strategieausschuss
- Linke: 1
- ULE: 2
- BfF: 1
- FWA: 1
- parteilos: 2
- CDU: 7
- AfD: 2

Der Strategieausschuss bereitet gemeinsame Entscheidungen vor und setzt strategische Ziele um. Grundsätzliche Fragen werden hier besprochen und die gewählten Vertreter so einbezogen. Der Strategieausschuss tagt mindestens zwei Mal im Jahr zusammen mit dem Arbeitsausschuss. Es können Unterausschüsse eingerichtet werden.
Der Strategieausschuss besteht aus den Bürgermeistern, je 3 Gemeinderäten sowie Fachleuten aus den Verwaltungen als beratende Mitglieder. Damit ändert sich die Zusammensetzung des Strategieausschusses ggf. nach jeder Kommunal- bzw. Bürgermeisterwahl. Die Sitzverteilung im September 2024 ist nebenstehend abgebildet. ULE steht dabei für „Unabhängige Liste für Ellefeld“, BfF für „Bürger für Falkenstein“ und FWA steht für „FWV Auerbach/Vogtl.“. Mit der Wahl vom 12. Juni 2022 sind ab Amtsantritt des neuen Auerbacher Bürgermeisters Scharff sowohl er, als auch sein Ellefelder Amtskollege Kerber, parteilos.